# Вишнякова, Анна Андреевна
А́нна Андре́евна Вишняко́ва (род. 16 мая 1990 года, г. Москва) — российская спортсменка. Заслуженный мастер спорта России по киокусинкай (2019).  Обладательница 3 дана по Синкёкусинкай WKO (2019), 2 дана по Будокай IBK и WIBK (2011), 1 дана по Кёкусин IFK (2006).

## Биография[2]
Родилась 16 мая 1990 года в Москве. С детства занималась различными видами спорта: в 6 лет родители отдали в художественную гимнастику, которая вскоре сменилась бальными танцами. Позже занималась степом под руководством танцора Константина Невретдинова.
С 2001 года занималась в секции киокусинкай в спортклубе «Бусидо». В 2002 году она выиграла межрегиональное первенство спортшколы «Кайман», а в 2003 — первенство Центрального федерального округа.
С момента начала занятий до завершения карьеры в 2018 году тренировалась под руководством заслуженного тренера России Константина Белого, а на начальном этапе также у заслуженного мастера спорта Зухры Курбановой.
Окончила Лицей при Российском экономическом университете им. Плеханова с золотой медалью, позднее закончила сам университет. Магистр педагогики Российского государственного университета физической культуры, спорта, молодёжи и туризма (РГУФКСМиТ ГЦОЛИФК). Автор научных статей по киокусинкай. 

## Достижения в спорте[5]
Выступала в абсолютной весовой категории. Занимала призовые места по 9 версиям — WKO, IFK, KAN, IKO-1, IKO-3, IKO-4, IBK, IBKK, IKF.
Принимала участие в около 70 соревнованиях, и достигла 43 первых, 12 вторых, 9 третьих, 2 четвёртых места, а также получив около двух десятков специальных призов. Провела более 250 любительских боёв, а также 2 профессиональных.
В едином по всем организациям международном рейтинге киокусинкай (ведётся у женщин с 2014 года) имела 3 номер по итогам 2014 и 2015 годов, 9 номер по итогам 2016 года, 14 номер — 2017 года, 11 номер — 2018 года.
В 2006-2018 годах без перерыва являлась членом официальных сборных команд Москвы и России (юниорских, затем взрослых) по киокусинкай.
В 2000-х годах занимала первое место в женском подростковом киокусинкай в России.
- Победительница первых первенств России среди девушек (13-15 лет) и юниорок (16-17 лет) в дисциплине кёкусин IFK (2005).
- Первая в истории победительница Первенства мира среди юниорок по кёкусин IFK (2006).
- Первая из россиянок призёрка чемпионата Европы по кёкусинкай ИКО-4 (2010).
- Первая из россиянок обладательница Кубка мира по Будокай IBK (2010).
- Первая из россиянок призёрка Чемпионата мира по синкёкусинкай WKO (2017).[7]
- На чемпионатах мира ВКО 2011, 2013, 2015 годов показывала наилучший результат из всех спортсменок сборной России.
- Обладатель наивысших позиций в международном рейтинге киокусинкай из российских спортсменок дисциплины «синкёкусинкай» - №3 по итогам 2014 и 2015 годов.[6]

### Титулы
Среди завоёванных её титулов:
- Чемпионка первенства мира (2006 — ИФК)
- Двукратная чемпионка Европы (2018 — ИФК[8], 2015 — КАН) и призёрка Абсолютного чемпионата Европы (2010 — ИКО-4)
- Двукратная чемпионка Кубка мира (2010, 2011 — IBK Будокай)
- Пятикратная чемпионка Кубка Европы (2010 — IBKK Камакура, 2013 дважды — ИФК, IBKK Камакура, 2014 — ВКО «Ояма Кап», 2015 — ВКО «Сольнок Кап») и трёхкратная призёрка Кубка Европы (2009 — IBKK Камакура, 2016 — ВКО «Сольнок Кап», 2018 — ВКО «Даймонд Кап»).
- Шестикратная чемпионка (4 раза ВКО, 1 раз ИКО-3, 1 раз IKF Ояма-каратэ) и восьмикратная призёрка чемпионатов России (3 — ВКО, 3 — АКР, 1 — ИФК, 1 — ИКО-3).
- Шестикратная чемпионка (5 раз ИФК, 1 раз КАН) и двукратная призёрка Первенств России (1 — ИКО-1, 1 — ИФК).
- Бронзовая призёрка в тяжёлой весовой категории чемпионата мира ВКО.
- Десятикратная чемпионка и двукратная серебряная призёрка чемпионатов Москвы по четырём версиям киокусинкай (ВКО, ИФК, КАН, ИКО-1).
- Чемпионка и призерка чемпионатов Казахстана, Бельгии, Украины, Евразии, Федеральных округов.

### Звания
- 2005 — Кандидат в мастера спорта
- 2006 — Мастер спорта России (стала самым молодым Мастером спорта по Киокусинкай (16 лет и 5 месяцев) — этот рекорд не побит по настоящее время).[9].
- 2015 — Мастер спорта России международного класса[10].
- 2006 — «Надежда года» (профессиональная премия Superkarate лучшему юному спортсмену Киокусинкай в России)
- 2016 — «Лучший спортсмен десятилетия» Спортклуба «Бусидо»[11].
- 2019 — Заслуженный мастер спорта России по киокусинкай. [1]
- 2020 — Спортивный судья 1 категории по киокусинкай.

### Аттестации
Участвовала во Всемирных и Всероссийских сборах синкёкусинкай ВКО, кёкусин ИФК, Будокай IBK.
- Экзамен на 1 дан (IFK) — 8 октября 2006 года. Экзаменатор: Президент ФКР А. И. Танюшкин, 5 дан, Экзаменационная комиссия: Председатель аттестационной комиссии ФКР В. П. Фомин, 4 дан
- Экзамен на 2 дан (IBK) — 5 марта 2011 года. Экзаменатор: Президент IBK Йон Блюминг, 10 дан. В том же году 2 дан подтверждён организацией WIBK (Президент Бернард Кретон, 9 дан).
- Экзамен на 2 дан (WKO) — 16 июля 2015 года. Экзаменатор: бранч-чифы WKO Юга России Ю. В. Беляев, 4 дан и А. В. Ким, 3 дан
- Экзамен на 3 дан (WKO) — 7 мая 2019 года. Экзаменаторы: технической комитет ФККР ВКО под руководством Президента ФККР Ю.В.Шабанова (6 дан)

## Тренерская работа
С 2011 — стажёр, а затем спортсмен-инструктор клуба "Бусидо", который покинула в 2021 году. 
Является сооснователем клуба единоборств "Аляска". 
Работает тренером по единоборствам в фитнес-клубе «Путь силы».
Сертифицированный тренер Ассоциации Киокусинкай России.

## Награды
- Премия «Superkarate Awards» «Надежда года» (2006) как лучшему юному спортсмену Киокусинкай в России[14]
- Премия Ассоциации киокусинкай России "15 лет АКР" (2019) в номинации "Лучший женщина-боец 2014-2018 годов"[15]